# Bjarne Stroustrup
Bjarne Stroustrup (Aarhus, 30 de desembre de 1950) és un informàtic danès, que va idear i desenvolupar el llenguatge de programació C++. És catedràtic de la Universitat Texas A&M.